# Tissot
Tissot es una empresa relojera suiza de lujo fundada en 1853, que pertenece al Grupo Swatch. Tissot fue fundada por el relojero Charles-Felicien Tissot en 1853 y su hijo Charles-Emile estableció la factoría en Le Locle, donde la firma sigue establecida a día de hoy. El mismo año de su fundación produjo el primer reloj de bolsillo producido en serie.

## Historia

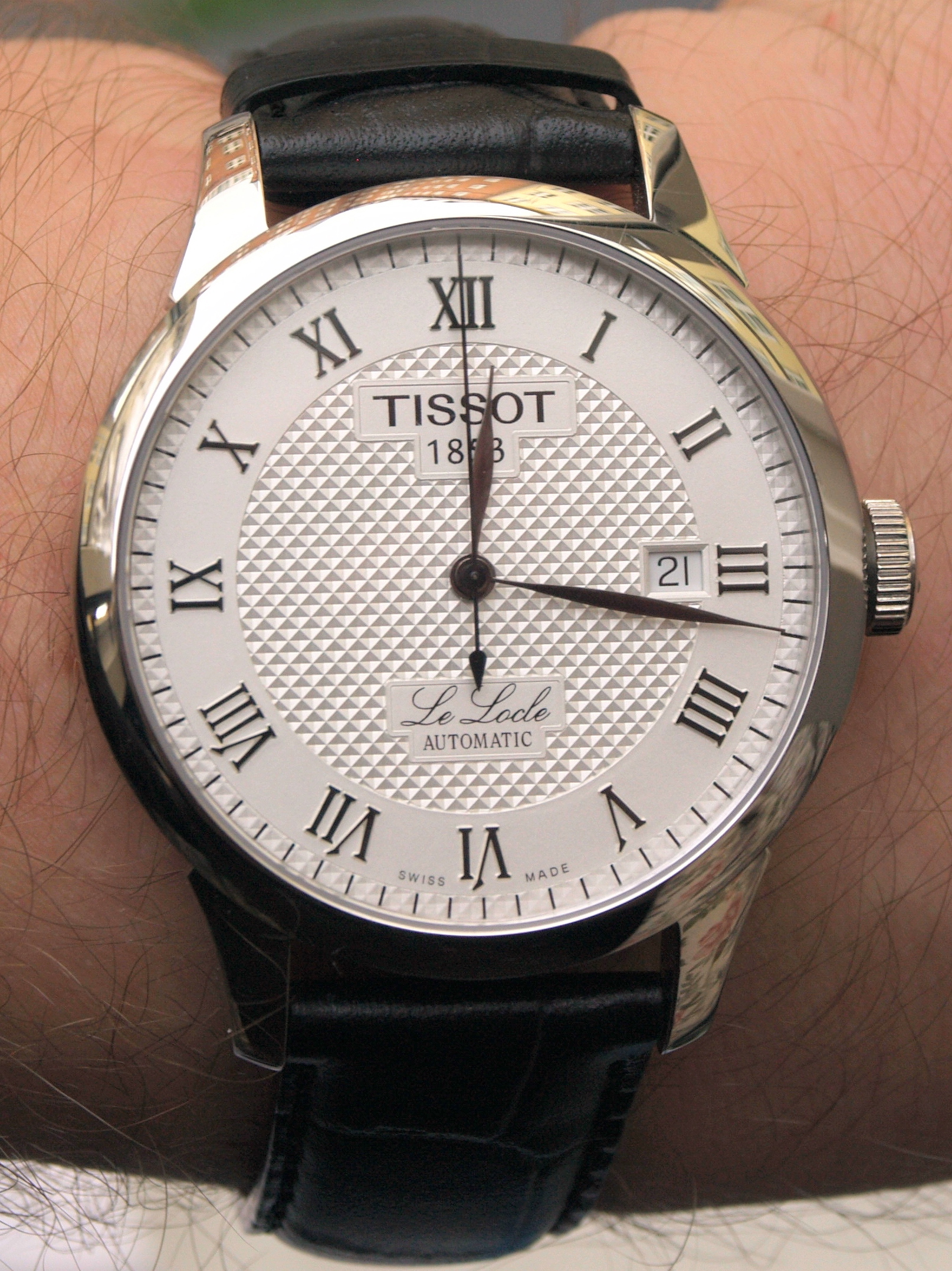
Tissot Le Locle

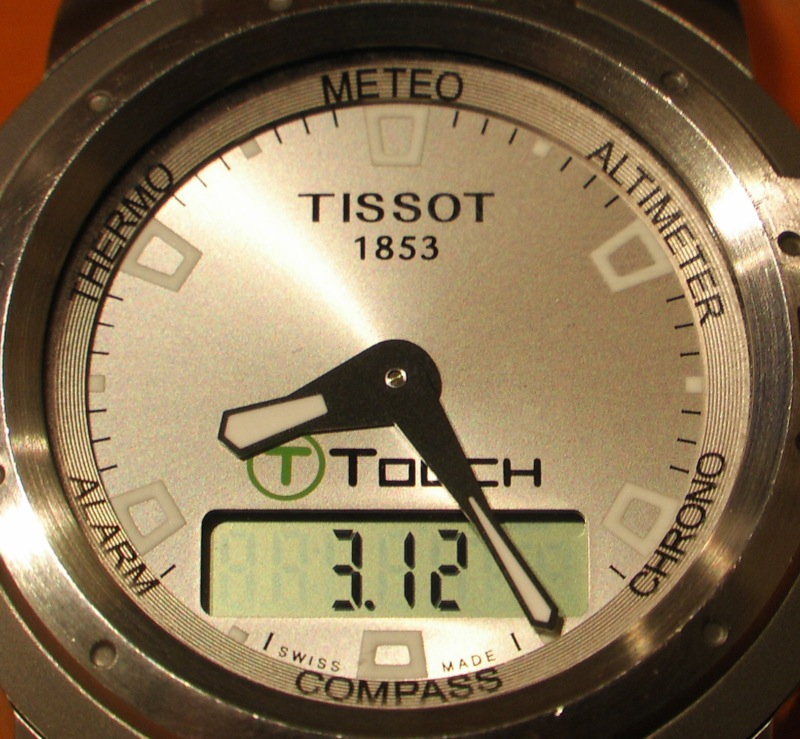
Reloj Tissot T-Touch

Tissot fue fundada en 1853 por Charles-Félicien Tissot y su hijo Charles-Émile Tissot en la ciudad suiza de Le Locle, en el cantón Neuchâtel (zona del macizo del Jura). El padre y el hijo trabajaban en equipo como fabricante de cajas (Charles-Félicien Tissot) y como relojero (Charles-Emile). El hijo había manifestado su interés por la relojería desde muy joven. Los dos convirtieron su casa en aquella época en una pequeña fábrica. Charles-Emile Tissot se fue a Rusia en 1858 y logró vender sus relojes de bolsillo estilo savonnette en todo el imperio ruso. Rusia se convirtió en el mayor mercado de Tissot, y la marca ganó popularidad incluso en la corte del zar; por lo que Charles Tissot, hijo de Charles-Émile, se mudó a Moscú en 1885 para gestionar la sucursal que su padre había establecido allí.
Ya en el siglo XX, las dificultades económicas producidas durante la Primera Guerra Mundial hicieron que acabara fusionándose en 1925 con la compañía Omega, para formar el grupo relojero SSIH en Ginebra. Paul-Emile Brandt, director de Omega, pasaría a dirigir el grupo. En 1930 Tissot presentó el primer reloj antimagnético del mercado y en 1944 lanzó su primer modelo automático. Bajo el liderazgo de Brandt y, a partir de 1955 el de Joseph Reiser, el grupo SSIH continuó creciendo, creando o absorbiendo alrededor de 50 compañías.
En 1956, Edouard-Louis Tissot abrió una oficina de investigación técnica que permitió desarrollar el calibre único, lo que facilitó una rápida renovación de sus colecciones.
En los años 1970, Tissot sacó al mercado el modelo PRS, inspirado en el mundo de la automoción (todavía producido en el siglo XXI) y convertido en un icono de la firma. Y en 1971 presentó el primer reloj comercial con la caja de plástico. Al comienzo de la década de 1970, SSIH era el primer productor suizo de relojes y el tercero del mundo.
Sin embargo, la crisis del sector relojero suizo desencadenada en aquella década, el auge de la competencia japonesa con firmas como Seiko o Citizen, y la aparición de relojes más baratos de cuarzo y de los modelos digitales LCD, hizo que la industria relojera suiza se tambaleara, y que SIHH acabara embargada por los bancos en 1981. Seiko trató de hacerse con la compañía, pero las conversaciones fracasaron.

El otro gran grupo relojero suizo, Allgemeine Schweizerische Uhrenindustrie AG (ASUAG), también andaba en dificultades. ASUAG era dueña de varias marcas como Longines, Rado, Certina y Mido; pero también era dueño de Ébauches SA, el principal fabricante suizo de movimientos, también resultado de la fusión de varios fabricantes. Después de una drástica reestructuración financiera, las dos compañías se fusionaron en el grupo ASUAG-SSIH en 1983. Dos años después, el creador de la marca Swatch, Nicolas Hayek, tomó el control de la compañía, fusionándola con Swatch para formar SMH, renombrada en 1998 como Grupo Swatch.

## Lema y eslogan
El lema/eslogan de la empresa Tissot es "Innovadores por tradición" y su declaración de principios es "valor del oro al precio de la plata".

## Innovaciones
Tissot presentó el primer reloj de bolsillo producido en serie, así como el primer reloj de bolsillo con dos zonas horarias en 1853 y el primer reloj antimagnético, en 1929-30. Tissot también fue una de las primeras empresas en fabricar un reloj de pulsera antimagnético a principios de la década de 1930. La empresa Tissot también fue la primera en fabricar relojes de plástico (Idea 2001 en 1971), piedra (el RockWatch en 1985, con una caja de granito de los Alpes), nácar (el reloj Pearl en 1987) y madera (el reloj Wood en 1988).
Tissot presentó su primer reloj táctil, con tecnología "T-Touch", en 1999. Los relojes que contienen esta tecnología tienen cristales de zafiro sensibles al tacto para controlar varias funciones, como la brújula, el barómetro, el altímetro y el termómetro. El T-Touch Expert Solar y el T-Touch Lady Solar de 2014 tenían 25 funciones.

## Datos adicionales
- Tissot es el cronometrador oficial del Gran Premio de Motociclismo (MotoGP) y de otros campeonatos mundiales como el de ciclismo y el de hockey sobre hielo.
- Tissot es el reloj y el cronometrador oficial de NASCAR.
- Tissot es el reloj y el cronometrador oficial de NBA[12]